# Vladimir Richter
Vladimir Richter (* 14. Juli 1925 in Chirlitz bei Brünn; † 24. Februar 2013 in Rum) war ein tschechischer Philosoph und Jesuit.

## Leben
Nach der Matura am Gymnasium in Brünn (1944) studierte er Mathematik und Physik an der naturwissenschaftlichen Fakultät der Universität Brünn (Dr. rer. nat. 1949). Nach der Emigration 1950 nach Österreich wurde er Mitglied des Jesuitenordens (Priesterweihe 1955). Von 1952 bis 1956 studierte er Philosophie und Theologie in Pullach bei München und Innsbruck. Ein Spezialstudium bei Paul Lorenzen absolvierte er 1957 (Universität Kiel). 1964 wurde er Dozent für Christliche Philosophie an der Theologischen Fakultät der Universität Innsbruck. Im selben Jahr erhielt er den Kardinal-Innitzer-Preis. 1969 wurde er außerordentlicher Universitätsprofessor am Institut für Christliche Philosophie der Theologischen Fakultät Innsbruck. 1974 wurde Universitätsprofessor ebenda (1983–1985 Dekan) Von 1958 bis 1995 lehrte er als Gastprofessor an der Hochschule für Philosophie. Von 1962 bis 1969 unterrichtete er als Gastprofessor an der Pontificia Università Gregoriana in Rom. Seit 1967 war er Mitglied der Société Internationale pour l’étude de la Philosophie Médiévale.

## Werke
- Untersuchungen zur operativen Logik der Gegenwart. Freiburg 1965, OCLC 959629338, (Habilitationsschrift, Innsbruck 1963).
- Guillelmi de Ockham Opera Philosophica. St. Bonaventure N.Y. 1974–1988, OCLC 470547394.
- Studien zum literarischen Werk von Johannes Duns Scotus. München 1988, ISBN 3-7696-9014-1.
- Unterwegs zum historischen Ockham. Innsbruck 1998, ISBN 3-901502-18-1.
- mit Hans Kraml und Gerhard Leibold: Johannes Duns Scotus. Über die Erkennbarkeit Gottes. Texte zur Philosophie und Theologie. Lateinisch-Deutsch. Hamburg 2000, ISBN 3-7873-1544-6.